# KV Tjoba
KV Tjoba (16 mei 1941) is een Nederlandse korfbalvereniging uit 's-Heer Hendrikskinderen in de gemeente Goes.

## Geschiedenis
Op 19 juni 1941 werd de eerste wedstrijd van de club gespeeld. Sinds 1945 is de club aangesloten bij de korfbalbond.
In de jaren '60 ging Tjoba ook wat landelijker spelen en de club groeide qua ledenaantal. In 1971 kreeg de club zelfs een tweede veld om alle wedstrijden te huisvesten.
In 2016 werd het ledenaantal op ongeveer 300 geschat.

## Clubnaam
De naam Tjoba is een vertaling vanuit het Maleisisch en staat voor: we willen het proberen.

## Niveau
Tjoba heeft nog niet op het hoogste Nederlandse niveau gespeeld, zowel niet in de zaal als op het veld.
In 2017 degradeerde Tjoba in de zaal vanuit de Overgangsklasse terug naar de Eerste klasse.
Tjoba is nu bezig om de weg omhoog te vinden met de grote namen Bakker en Verhaegen, zij moeten het gapende gat van de allergrootste (die gestopt is) opvullen.
Ook in de breedte worden stappen gemaakt. Met een 4e team waar het grootste talent van Kats, return of the legend Verbeke en elleboogstoot Boven laat Tjoba zien dat de toekomst er goed uitziet.

## Belgisch hoofdtrainerschap
In de geschiedenis waren 4 hoofdtrainers afkomstig uit België. Na Chris van Put, Dirk Sercu, Tom Mertens was Remko Dardenne de 4e hoofdtrainer met een Belgische achtergrond